# Carex vietnamica
Espèce
Classification phylogénétique
Carex vietnamica est une espèce des plantes du genre Carex et de la famille des Cyperaceae.